# Wiedenbrück
Wiedenbrück a fost un oraș de sine stătător fiind district în Regierungsbezirk Minden, din Renania de Nord-Westfalia. In anul 1970 în urma reformelor comunale a fost unit cu orașul Rheda și comunele Nordrheda-Ems, St. Vit, Batenhorst și Linte, formând orașul Rheda-Wiedenbrück.